# Ковалевский, Максим Максимович
Макси́м Макси́мович Ковале́вский (1851, Харьковская губерния — 1916, Петроград) — русский учёный, историк, публицист, социолог эволюционистского направления и общественный деятель.
Один из видных деятелей русского масонства, член Государственной думы I созыва и Государственного совета. Большая часть его деятельности проходила за границей, что, вместе с признанием его трудов в том числе на иностранных языках, сыграло роль в получении им известности в мире. Академик Петербургской академии наук (29.03.1914; член-корреспондент с 1899).

## Биография
Происходил из дворянской семьи Ковалевских. Родился 27 августа (8 сентября) 1851 года в расположенной близ Ольшанки усадьбе (Харьковская губерния).
После окончания 3-й Харьковской гимназии в 1868 году поступил в Императорский Харьковский университет на юридический факультет. Специализировался по государственному праву западноевропейских стран. В 1872 году окончил университет со степенью кандидата права и был оставлен по инициативе Д. И. Каченовского при университете на кафедре государственного права европейских держав после представления работы «О конституционных опытах Австрии и чешской национальной оппозиции».
В 1872—1876 годах продолжил образование за границей, сначала в Берлине, затем в Париже, где слушал лекции во Французском коллеже, Высшей свободной школе политических наук и Школе хартий и Лондоне, где занимался в Британском музее.
Был знаком с Марксом, о чём оставил воспоминания. Известно, что тот относил Ковалевского к числу своих «научных друзей». Сам Ковалевский писал: «Очень вероятно, что без знакомства с Марксом я бы не занялся ни историей землевладения, ни экономическим ростом Европы, а сосредоточил бы своё внимание в большей степени на ходе развития политических учреждений, тем более, что такие темы прямо отвечали преподаваемому мной предмету». На заре же своей научной деятельности Ковалевский является последователем Г. Мэна, называл себя его учеником.

### Деятельность в России
После защиты магистерской диссертации, с сентября 1877 по 1887 год преподавал в Московском университете, читал курс по истории зарубежных государственных учреждений; с 1878 года — профессор юридического факультета. В 1880 году защитил докторскую диссертацию по теме «Общественный строй Англии в конце средних веков».
В апреле 1879 года участвовал в работе Первого земского съезда в Москве.
В 1879—1880 годах издавал вместе с В. Ф. Миллером журнал «Критическое обозрение», сотрудничал в журнале «Юридический вестник», газетах «Порядок» и «Земство». Совершил три этнографических экспедиций на Кавказ: в 1883 году — с В. Ф. Миллером, в 1885 году — с И. И. Иванюковым, в 1887 году — с Ю. С. Гамбаровым. Собранные материалы легли в основу его научных наработок в области родовых отношений. В 1887 году был награждён Большой золотой медалью отделений этнографии и статистики Русского географического общества.

### Зарубежный период
В 1887 году по приказу министра народного просвещения И. Д. Делянова уволен из университета и с этого времени жил преимущественно за границей, в основном, в Лондоне, Париже, на своей вилле Батава в Больё-сюр-мер около Ниццы. Выступал с лекциями в Стокгольме, Оксфорде, Брюсселе, Чикаго и др. городах по приглашениям от университетов и частных фондов.
В 1901 году вместе с Е. В. де Роберти и Ю. С. Гамбаровым основал в Париже Русскую высшую школу общественных наук, где проходили обучение российские политики оппозиционного направления. Лекции в ней читали учёные и политические деятели самой разной ориентации (С. А. Муромцев, П. Б. Струве, Г. В. Плеханов, В. И. Ленин, Г. Тард).

#### Роман с Софьей Ковалевской
Однофамильцы Софья Ковалевская и Максим Ковалевский встретились в самом конце её жизненного пути. В 1888 году Ковалевский был приглашён Фондом Лорана (Швеция) для чтения лекций для студентов. Его первую лекцию посетила Софья Ковалевская (овдовевшая в апреле 1883 года после самоубийства мужа), которая впоследствии прослушала и остальные его лекции. Они влюбились друг в друга с первого взгляда. В декабре 1888 года Ковалевский присутствовал на торжественном заседании Парижской Академии наук, где Софье Ковалевской вручали Премию Бордена и математика Пьера Лорана «за дальнейшее решение задачи о вращении в каком-нибудь существенном пункте». Несмотря на искренние чувства, Ковалевская не пожелала сразу оформлять их отношения. В 1890 году после совместной поездки по Ривьере Максим и Софья расстались на некоторое время, назначив свадьбу на лето 1891 года. Новый год Ковалевские встречали в Генуе, а 10 февраля 1891 года Софья Ковалевская скончалась от тяжёлого воспаления лёгких.

### После возвращения в Россию
В августе 1905 года во время революции Ковалевский возвратился в Россию и активно включился в политическую жизнь. В сентябре 1905 года участвовал в съезде земских и городских деятелей в Москве. Стал одним из основателей Партии демократических реформ, в которую также входили В. Д. Кузьмин-Караваев и С. Д. Урусов. Активно сотрудничал в различных газетах.
В 1906 году избран членом первой Государственной думы от Харьковской губернии. Был председателем комиссии по составлению наказа, входил в четыре другие комиссии, выступал в Думе 62 раза по большинству обсуждавшихся вопросов. В июле 1906 года возглавлял думскую делегацию на 14-й международной межпарламентской конференции в Лондоне. После роспуска думы первого созыва отказался подписать Выборгское воззвание.
В 1907 году избран членом Государственного совета от академических организаций и университетов.
Профессор Петербургского университета (1905—1916), преподавал также в Петербургском политехническом институте и на Высших женских курсах. Участвовал в организации Психоневрологического института. С 1910 года Психоневрологический институт стал частным Петроградским университетом. В рамках этого института Ковалевский вместе с социологом Е. де Роберти создал первую в России кафедру социологии, преодолев сопротивление министра народного просвещения, по мнению которого кафедра социологии могла скомпрометировать учебное заведение. С 1910 года Ковалевский — декан юридического факультета частного Петроградского университета. Его первыми учениками были П. А. Сорокин, К. М. Тахтарев, Н. Д. Кондратьев, Н. С. Тимашев, ставшие впоследствии социологами мирового уровня.
С 1908 года Ковалевский — президент Педагогической академии Санкт-Петербурга, а с 1914 года — председатель Петербургского юридического общества.
Ковалевский активно участвовал в антивоенном движении, являлся председателем Санкт-Петербургского отделения Общества мира.
В «Новом энциклопедическом словаре» Ф. А. Брокгауза и И. А. Ефрона он вёл в соавторстве отдел политических и юридических наук, кроме того, участвовал в создании «Энциклопедического словаря» братьев А. Н. и Н. Н. Гранат.
С именем Ковалевского связано также формирование секции социологии при Историческом обществе в Санкт-Петербургском университете в 1912 году.
В 1912 году был номинантом на Нобелевскую премию мира.
Один из основателей партии прогрессистов, в 1912—1914 годах — член её ЦК.
Начало первой мировой войны застало Ковалевского в Карлсбаде на лечении. Как русский подданный он был интернирован до весны 1915 года, затем вернулся в Россию.
Скончался в Петрограде 23 марта (5 апреля) 1916 года. Похоронен на Никольском кладбище Александро-Невской лавры; в похоронах принимало участие до 100 тысяч человек.

### Личная библиотека
В 1916 году в Московский университет по завещанию Максима Максимовича поступила его личная библиотека, состоящая из 7190 томов книг по истории, экономике, праву, произведений мировой литературы. В коллекции представлено большое количество ценных автографов. В настоящий момент библиотека Ковалевского хранится в Отделе редких книг и рукописей Научной библиотеки МГУ имени М. В. Ломоносова

### Ученики
- Саккетти, Александр Ливериевич
- Сорокин, Питирим Александрович
- Кондратьев, Николай Дмитриевич
- Тахтарев, Константин Михайлович
- Тимашев, Николай Сергеевич

### Масонство
Посвящён в степени ученика, подмастерья и мастера в один день — 14 марта 1888 года в парижской ложе «Космос». С 1906 года — член-основатель ложи «Возрождение» Великого востока Франции в Москве, был её досточтимым мастером и первым стражем. Одновременно стал основателем и досточтимым мастером петербургских лож «Полярная звезда» Великого востока Франции и «Феникс» Великой ложи Франции. С ноября 1908 года — первый страж Совета 18 (розенкрейцерского капитула 18 градуса ДПШУ).

## Адреса в Санкт-Петербурге — Петрограде
- 1906—1907 — улица Жуковского, 5;[19]
- 1907—1916 — Моховая улица, 32.

## Социологические концепции права и государства
Исторической закономерностью является необходимость продвижения каждого общества от низшей к более высокой стадии. Однако этому прогрессу противоречит «противопоставление бедности и богатства, рознь между имущими и неимущими». Для преодоления этого противоречия Ковалевский полагал необходимым вмешательство государства в распоряжение собственностью в интересах земледельцев и рабочих, юридическое закрепление права на труд, свободную деятельность профсоюзов, их борьбу за социальные права.
При медленности общественных изменений прогресс более надёжен, чем при их быстроте, эволюцию надо предпочитать революции; прогресс желателен только под условием сохранения порядка. Ковалевский называл «великой задачей» эволюционной философии «облегчить переход к лучшему строю».
Наряду с преподавательской деятельностью М. М. Ковалевский много работал как этнограф и социолог, изучая общинное землевладение, историю государства и права. В 1880 году вышла его программная методологическая работа «Историко-сравнительный метод в юриспруденции».
Во время пребывания за границей Ковалевский продолжил активную научную деятельность, принёсшую ему мировую известность. Наиболее значительные работы этого периода — четырёхтомное исследование «Происхождение современной демократии» (СПб., 1895—1897), а также первоначально трёхтомная, а позднее доведённая до семи томов работа «Экономический рост Европы до возникновения капиталистического хозяйства» (М., 1898—1903). К этому же времени относится работа «Этнография и социология», начавшая цикл его специальных трудов по социологии.
В мировую науку Ковалевский вошёл как выдающийся юрист, социолог и историк. В своих работах М. М. Ковалевский большое внимание уделял пропаганде социологических знаний. По инициативе его и Е. де Роберти были изданы «Новые идеи в социологии», вып. 1—4 (СПб., 1913—1914). Много сил отдавал Ковалевский формированию традиций научного общения и сотрудничества российских социологов, поиску путей их вхождения в международное социологическое сообщество.
Будучи прежде всего государствоведом, М. М. Ковалевский изучал государственно-правовые институты в их историческом развитии, в контексте историко-сравнительного анализа, а также опираясь на этнографические и социологические исследования.
Теоретико-методологическую основу творческого наследия М. М. Ковалевского составляли философия и методология позитивизма. Он — приверженец позитивистской философии О. Конта и Г. Спенсера.
Вместе с тем, заметную роль в формировании его научного мировоззрения сыграл К. Маркс, с которым он познакомился и близко общался в период своего обучения за границей и личность которого он оценивал очень высоко. Именно под влиянием Маркса Ковалевский начал впоследствии серьёзно заниматься историей экономики. Однако он не стал сторонником материалистического понимания истории (то есть не принял тезис об обусловленности социальной жизни материальными производственными отношениями), считая такой подход односторонним. Он был далёк от марксизма и по своим идейно-политическим убеждениям, будучи сторонником конституционной монархии. Он придерживался позитивистской теории множественности факторов общественного развития, которая впоследствии трансформировалась в его работах в теорию функциональной связи общественных явлений.
Юридико-социологическая концепция М. М. Ковалевского исходит из положения о том, что право — это продукт развития общества, обусловленный потребностью общества в социальной солидарности. С этих позиций он полемизировал со сторонниками концепции естественного права.
В частности, в своей работе «Социология» (в главе «Социология и право») он писал: 

«Многие думают найти критерий для оценки действующего законодательства в каком-то метафизическом представлении об абсолютной справедливости и прирождённых человеку правах, слывущих под названием прав естественных… Но если природа обучила чему всех живущих, то отнюдь не праву, а бесправию, состоящему в том, чтобы жертвовать ближним в интересах своего самосохранения».
Право же, полагал Ковалевский, выросло в условиях борьбы за выживание из потребности людей объединяться с себе подобными, руководствуясь инстинктом самосохранения. Вначале это были объединения в рамках стада, орды кочевников, племени и рода. Позднее, 

«когда под влиянием универсалистских религий и международного торгового обмена сфера солидарности начинает обнимать собою ряд народов и государств, мнимоприрождённые нам понятия о праве и справедливости меняются так радикально, что взамен прежнего воззрения на чужеземца, как на врага, против которого всё дозволено, постепенно развивается понятие о поставленном под защиту собственного очага и потому неприкосновенном госте, о брате-единоверце…; наконец, и всего, позднее, вырабатывается в нашем сознании… отвлечённое представление о человеке вообще и его неотъемлемых правах».
Говоря об обусловленности права и государства интересами общественной солидарности, М. М. Ковалевский считал, что право возникло из необходимости солидарности до государства и независимо от него. Государство и право он рассматривал не как продукт борьбы классов, а как выражение «замирённости» и социальной солидарности. Всякая группа, писал Ковалевский, будь то «муравейник, пчелиный улей, птичья стая, оленье стадо или толпа кочевников, является, прежде всего, замирённой средой, из которой устранены элементы борьбы; место борьбы занимает в ней солидарность или сознание общности преследуемых целей и взаимозависимости членов группы друг от друга». Дальнейшее развитие человеческого общества определяется, согласно Ковалевскому, ростом солидарности: от союзов бродячих орд до современного государства. Перспективу же этого развития он видел во всемирном объединении.
Право, говорил он, возникает раньше государства и независимо от него. Государство не создаёт право, а лишь позитивирует фактически складывающееся право, то есть признаёт его в форме позитивного права.
Значительное внимание М. М. Ковалевский уделил вопросу происхождения государства. При этом он отвергал как теорию божественного происхождения государственной власти, так и теорию общественного договора. В вопросе об источнике и природе государственной власти позиция М. М. Ковалевского была близка психологической школе права, рассматривающей право как психическое явление. Основой всякого государственного общежития, писал Ковалевский, является психологический мотив — готовность к подчинению. Власть возникает в результате психического воздействия на массы со стороны одарённой личности. Источник возникновения власти надо искать «ни в каком-то никогда не имевшем место договоре народа с избранным им вождём…, а в психическом воздействии личностей, способных к инициативе, к творчеству, на массы, не способные ни к чему иному, как к подчинению своей деятельности чужому примеру и руководительству».
Большой вклад Ковалевского в развитие методологии исследования социальных явлений связан с развитием им историко-сравнительного метода. Демонстрируя возможности данного метода исследования на богатом историческом и этнографическом материале, Ковалевский постоянно подчёркивал необходимость сравнения лишь сопоставимых объектов:

«Сравнение только тогда будет плодотворным, если будут взяты законодательства двух или более народов, стадия развития которых тождественна. Можно поэтому сопоставлять родовые порядки кельтов, германцев или славян с римскими и греческими, хотя по хронологии эти народности и отстоят друг от друга на целые столетия и даже тысячелетия… но бесполезно для указанной цели, то есть для выделения общих черт исследуемых явлений, сопоставлять Русскую Империю с Империей Карла Великого или Священной Римской Империей и классовые деления современных народностей Европы со средневековыми сословиями и религиозными кастами древности».
Такой метод, основанный на сравнении сопоставимых эмпирических данных о состоянии и развитии различных обществ с целью выявления черт сходства или различия между ними, Ковалевский называл научным сопоставлением.
М. М. Ковалевский среди российских социологов считается первым социологом-профессионалом.
Как социолог, М. М. Ковалевский внёс большой вклад в разработку концепции генетической социологии, которая, по его словам, представляла собой «ту часть науки об обществе, его организации и поступательном ходе, которая занимается происхождением общественной жизни и общественных институтов, каковы: семья, собственность, религия, государство, нравственность и право…». М. М. Ковалевский стремился изучать историю с позиций социологического подхода, рассматривая социологию как общую дисциплину.

## Исторические взгляды
Как отмечает Е. А. Косминский, будучи последователем социологической школы Ковалевский пытался подвести материалистический фундамент под представление об историческом развитии человечества и считал основным фактором этого развития рост плотности населения: он считал, что именно под влиянием роста населения крепостное держание сменяется срочной арендой; рассматривая пандемию «Чёрной Смерти» в Европе он доказывал, что уменьшение населения ведёт к восстановлению крепостных повинностей. Главным трудом своей жизни Ковалевский считал «Экономический рост Европы», вышедший на русском языке в трёх томах (от Римской империи до XIV в.) и на немецком — в семи томах (до XVIII в.).
Входил, наряду с И. В. Лучицким, Н. И. Кареевым и П. Г. Виноградовым, в знаменитую в своё время «Русскую школу» («Ecole russe») историков и социологов, которую высоко ценили К. Маркс и Ф. Энгельс. Последний отмечал, что ей свойственны «и критическая мысль и самоотверженные искания в области чистой теории», что она «стоит бесконечно выше всего того, что создано в этом отношении в Германии и Франции официальной исторической наукой». Но впоследствии в советской критике её несправедливо критиковали за «субъективно-психологический подход» к анализу общества и его истории.

## Основные произведения
- История полицейской администрации в английских графствах с древнейших времен до смерти Эдуарда III-го (Полиция безопасности). Выпуск 1-й.— Прага: Типография В. Нагель, 1876. — 121 с.
- Собрание неизданных актов и документов, служащих к характеристике полицейской администрации в английских графствах в XII, XIII, и XIV-м веках, предшествуемое монографией о полиции рабочих в Англии в XVI-м веке: Приложение к истории полицейской администрации в Англии с древнейших времен до смерти Эдуарда III-го / Ковалевский М. — Лондон: Тип. Гильберта и Ривингтона, 1876. — 168 с.
- Опыты по истории юрисдикции налогов во Франции с XIV века до смерти Людовика XIV. Т. 1.: Юрисдикция налогов в провинциях, удержавших сословное представительство. Вып. 1: Происхождение юрисдикции налогов во Франции. Юрисдикция налогов в Лангедоке. Т. 1: Вып. 1 / Ковалевский М. — М.: Тип. А. И. Мамонтова и Ко, 1876. — 227 с.
- История полицейской администрации в английских графствах с древнейших времен до смерти Эдуарда I (Прага, 1877, магистерская диссертация)
- Очерк истории распадения общиннаго землевладения в кантоне Ваадт. — Лондон: тип. Гильберта и Ривингтона, 1876. — [4], 38 с.
- Общинное землевладение, причины, ход и последствия его разложения. Ч. 1 / Ковалевский М. — М.: Тип. Ф. Б. Миллера, 1879. — 248 с.
- «Общественный строй Англии в конце средних веков» (1880, докторская диссертация)
- Историко-сравнительный метод в юриспруденции и приемы изучения истории права. — Москва: Типография Ф. Б. Миллера, 1880. — 72 с.
- У подошвы Эльборуса: Очерк И. Иванюкова и М. Ковалевского // Вестник Европы. Г. 21. Т. 1, [Кн. 1, январь] — Санкт-Петербург: Типография М. М. Стасюлевича, 1886. — 468 с. — С. 83—112.
- Закон и обычай на Кавказе. Т. 1. — М.: Тип. А. И. Мамонтова и Ко, 1890. — 303 с.
- З акон и обычай на Кавказе. Т. 2. — М.: Тип. А. И. Мамонтова и Ко, 1890. — 319 с.
- Tableau des origines de l’evolution de la famille et de la propriete. —Stockholm: Samson & Wallin, 1890. — 202 p.
- Происхождение современной демократии. — Москва: Товарищество тип. А. И. Мамонтова, 1895—1897.(т. 1, 2, 3, 4)
- «Экономический рост Европы до возникновения капиталистического хозяйства» (т. 1—3, 1898—1903)
- Конституция графа Лорис-Меликова и его частные письма. — Берлин: Штейниц, 1904. — 117 с.
- «Этнография и социология» (М. 1904)
- «Современные социологи» (1905)
- Политическая программа нового Союза народного благоденствия (речь на собрании членов Клуба независимых). Москва, 14 февраля 1906 г. // Политическая программа нового Союза народного благоденствия. Очерк проф. М.Ковалевского. — СПб., 1906
- От прямого народоправства к представительному и от патриархальной монархии к парламентаризму: роль государства и его отражения в истории политических учений / Максим Ковалевский. — Москва: Тип. Т-ва И. Д. Сытина, 1906. (тт. 1—3)
- Русская конституция: очерк проф. М. М. Ковалевского: I: Свободы. — Санкт-Петербург: тип. С. М. Проппера. — 1906. — 48 с.
- Общее конституционное право. Лекции, читанные в С.-Петербургском Университете и Политехникуме, 1907—1908 / Ковалевский М. М. — Изд. студента Н. П-м., 1908. — 510 с.
- Очерки по истории политических учреждений России / Максим Ковалевский; пер. с разрешения авт., А. Баумштейна, под ред. Е. Смирнова. — Санкт-Петербург: Изд. Н. Глаголева, [1908]. — 242, [1] с.
- «Социология» (т. 1—2, 1910)
- Очерк происхождения и развития семьи и собственности / Пер. с франц. С. П. Моравского; Под ред., с предисл. [с. 3—14] и прим. проф. М. О. Косвена. — Москва: Соцэкгиз, 1939 (Ленинград). — 188 с.
- М. Kovalevsky. Le clan chez les tribus indigenes de la Russie // Revue Internationale de Sociologie. Paris, 1905. Nr. 2. P. 6—101. Перевод с французского Д. В. Миронова. / Пер. с фр. Д. В. Миронова // Социологические исследования. — 2002
- Экономический строй России / пер. с франц. — Изд. А. Ермолаевой, 1900. — 239 с.
- Моя жизнь. Воспоминания. — М.: РОССПЭН, 2005. — 781 с. — ISBN 5-8243-0638-9.[21]